# Graphiphora omega
Graphiphora omega är en fjärilsart som beskrevs av Eugen Johann Christoph Esper 1788. Graphiphora omega ingår i släktet Graphiphora och familjen nattflyn. Inga underarter finns listade i Catalogue of Life.